# Batu Beriga
Batu Beriga is een bestuurslaag in het regentschap Bangka Tengah van de provincie Bangka-Belitung, Indonesië. Batu Beriga telt 1671 inwoners (volkstelling 2010).